# Vallon-en-Sully

Vallon-en-Sully este o comună în departamentul Allier din centrul Franței. În 1 ianuarie 2022 avea o populație de 1.468 de locuitori.